# 360 a.C.
Il 360 a.C. (CCCLX a.C. in numeri romani) è un anno  del IV secolo a.C.

## Eventi
- Con l'aiuto di Agasilao II di Sparta, Nectanebo II depone Teos d'Egitto e diventa re dell'Egitto.
- Archidamo III succede a suo padre Agasilao II come re di Sparta.
- Roma
  - Consoli Marco Fabio Ambusto e Gaio Petelio Libone Visolo
  - Dittatore Quinto Servilio Ahala
  - I romani sconfiggono i Galli in uno scontro vicino a porta Collina

## Nati
- Autolico di Pitane, matematico, astronomo e geografo greco antico († 290 a.C.)
- Dinarco, oratore ateniese

## Morti
- Agesilao II, sovrano e condottiero spartano (n. 444 a.C.)
- Archita, filosofo, matematico e politico greco antico (n. 428 a.C.)
- Ponzio Cominio, militare romano